# كارل سميث (لاعب كريكت)
كارل سميث (23 سبتمبر 1978 بليستر في المملكة المتحدة - ) (بالإنجليزية: Karl Smith)‏ هو لاعب كريكت بريطاني. لعب مع Leicestershire Cricket Board ‏.

## وصلات خارجية
- كارل سميث على موقع إي آس بي آن كريك إنفو (الإنجليزية)